# XBIZ Award for Best Sex Scene - Parody Release
L'XBIZ Award for Best Sex Scene - Parody Release è un premio pornografico assegnato alla scena parodia votata come migliore dalla XBIZ, l'ente che assegna gli XBIZ Awards, uno dei maggiori premi del settore.
Come per gli altri premi, viene assegnato nel corso di una cerimonia che si svolge a Los Angeles, solitamente nel mese di gennaio, dal 2013 fino al 2017.

## Vincitori

### Anni 2010
| Anno | Vincitori                                 | Titolo                                 |
| ---- | ----------------------------------------- | -------------------------------------- |
| 2013 | Brandy Aniston Eve Laurence Dick Chibbles | Star Wars XXX: A Porn Parody           |
| 2014 | Kendall Karson Ryan Driller               | Man of Steel XXX: An Axel Braun Parody |
| 2015 | Aaliyah Love Tommy Pistol                 | American Hustle XXX                    |
| 2016 | Kimberly Kane Ryan Driller                | Wonder Woman XXX: An Axel Braun Parody |
| 2017 | Jasmine Jae Anissa Kate Ryan Ryder        | Storm of Kings                         |